# ديفيد مانيرو
ديفيد مانيرو (17 فبراير 1989 بأندورا لا فيلا في أندورا - ) هو لاعب كرة قدم أندوري في مركز الدفاع. شارك مع منتخب أندورا تحت 21 سنة لكرة القدم ومنتخب أندورا لكرة القدم. أما مع النوادي، فقد لعب مع اتحاد سانتا كولوما الرياضي ونادي أندورا لكرة القدم.

## وصلات خارجية
- ديفيد مانيرو على موقع الاتحاد الدولي (مؤرشف)  (الإنجليزية)
- ديفيد مانيرو على موقع الاتحاد الأوربي (الإنجليزية)
- ديفيد مانيرو على موقع قاعدة بيانات كرة القدم.إي يو (الإنجليزية)
- ديفيد مانيرو على موقع ناشيونال فوتبول تيمز (الإنجليزية)
- ديفيد مانيرو على موقع Soccerway.com (الإنجليزية)
- ديفيد مانيرو على موقع عالم كرة القدم.نت (الإنجليزية)